# إميلي كوتس
إميلي كوتس هي ممثلة كندية، ولدت في القرن العشرين في كندا.

## أعمال

### مسلسلات
- ديسكفري

## وصلات خارجية
- إميلي كوتس على موقع IMDb (الإنجليزية)
- إميلي كوتس على موقع ألو سيني (الفرنسية)
- إميلي كوتس على موقع قاعدة بيانات الفيلم (الإنجليزية)
- إميلي كوتس على موقع كينوبويسك (الروسية)